# بشار عبد الرحمن حسين
بشار عبد الرحمن حسين (بالإنجليزية: Bishar Abdirahman Hussein)‏ دبلوماسي كيني، يشغل منصب المدير العام للاتحاد البريدي العالمي منذ 10 أكتوبر 2012، كما شغل منصب سفير كينيا لدى الإمارات العربية المتحدة منذ 2002 وحتى 2008.